# Marcus Meloni
Marcus Vinícius Barbosa Meloni, noto semplicemente come Marcus Meloni (San Paolo, 25 giugno 2000), è un calciatore brasiliano naturalizzato emiratino, difensore dello Sharjah.

## Palmarès

### Club

#### Competizioni nazionali
- Coppa del Presidente degli Emirati Arabi Uniti: 2

Sharjah: 2021-2022, 2022-2023
- Coppa di Lega (Emirati Arabi Uniti): 1

Sharjah: 2022-2023
- Supercoppa degli Emirati Arabi Uniti: 1

Sharjah: 2022

#### Competizioni internazionali
- AFC Champions League Two: 1

Sharjah: 2024-2025